# Delage Type GL

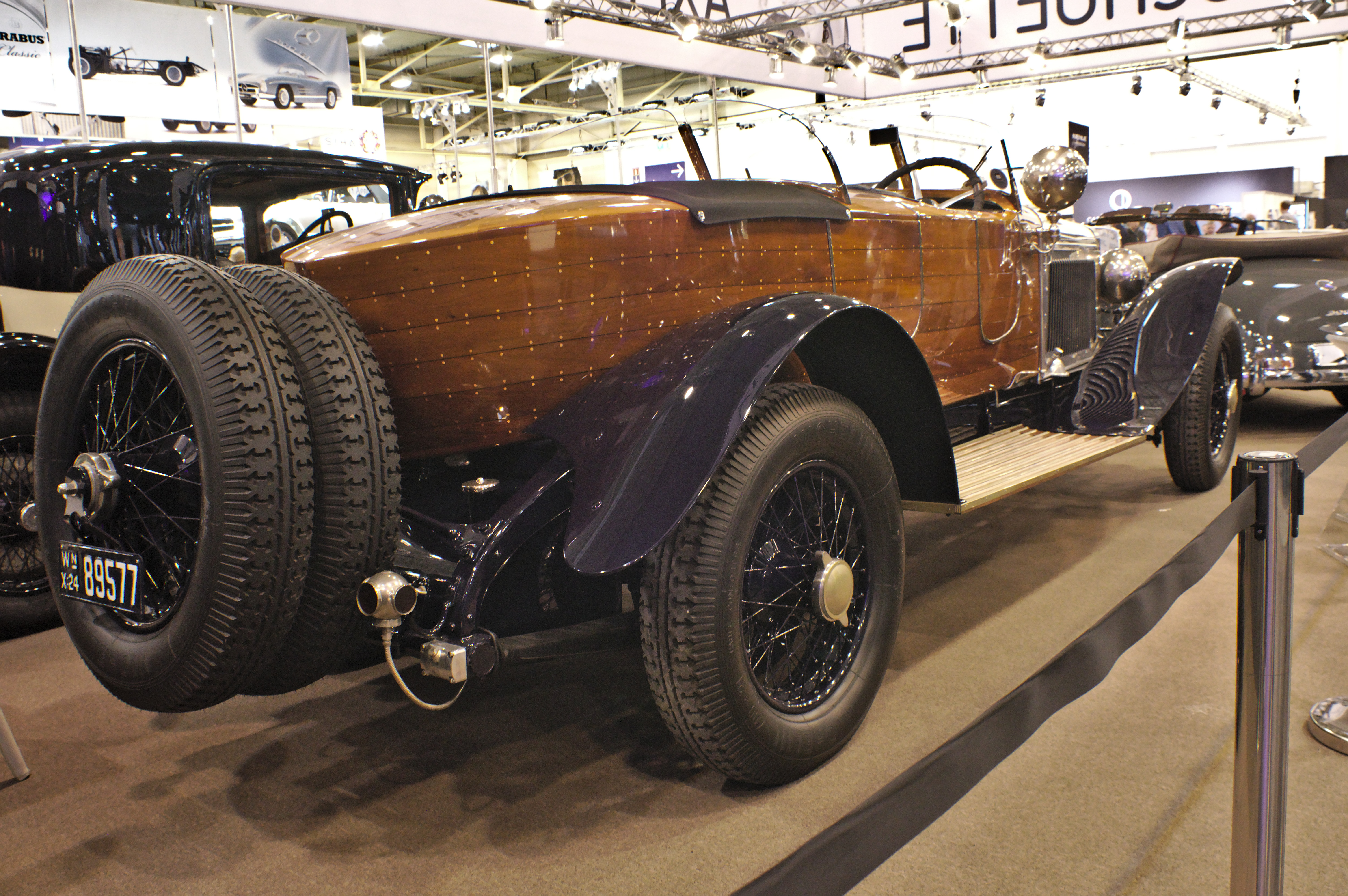
Heckansicht

Der Delage Type GL war eine Pkw-Modellreihe der französischen Marke Delage. Neben dem Grundtyp gehörten der Delage Type GL S und der Delage Type GL GS dazu.

## Beschreibung
Der nationalen Zulassungsbehörde wurden zwei Modelle zur Prüfung vorgeführt. Das Fahrzeug mit der Nummer 13.224 und der Motorennummer 1 erhielt am 7. Februar 1924 seine Genehmigung und das stärker motorisierte Fahrzeug mit der Nummer 13.061 und der Motorennummer 2 am 1. März 1924. Delage bot das Modell von 1924 bis 1926 an. Vorgänger war der Delage Type CO. Nachfolger sollte der Delage Type GN werden, der allerdings ein Prototyp blieb.
Ein Sechszylindermotor trieb die Fahrzeuge an. Er hatte 95 mm Bohrung und 140 mm Hub. Das ergab 5954 cm³ Hubraum. Normalausführung und Sportausführung Type GL S waren mit 30 Cheval fiscal eingestuft. Ihr Motor leistete 100 PS. Die Ausführung Type GL GS für Grand Sport war mit 36 CV eingestuft, während der Motor 130 PS leistete.
Das Fahrgestell war in verschiedenen Abmessungen erhältlich. Für die schwächeren Versionen galt: 1400 mm oder 1480 mm Spurweite und 3400 oder 3620 oder 3850 mm Radstand. Der Type GL GS hatte 1340 mm Spurweite und 3300 mm Radstand. Bezüglich Aufbauten sind nur Tourenwagen und Coupé überliefert.

## MotorsportvarianteSprint II

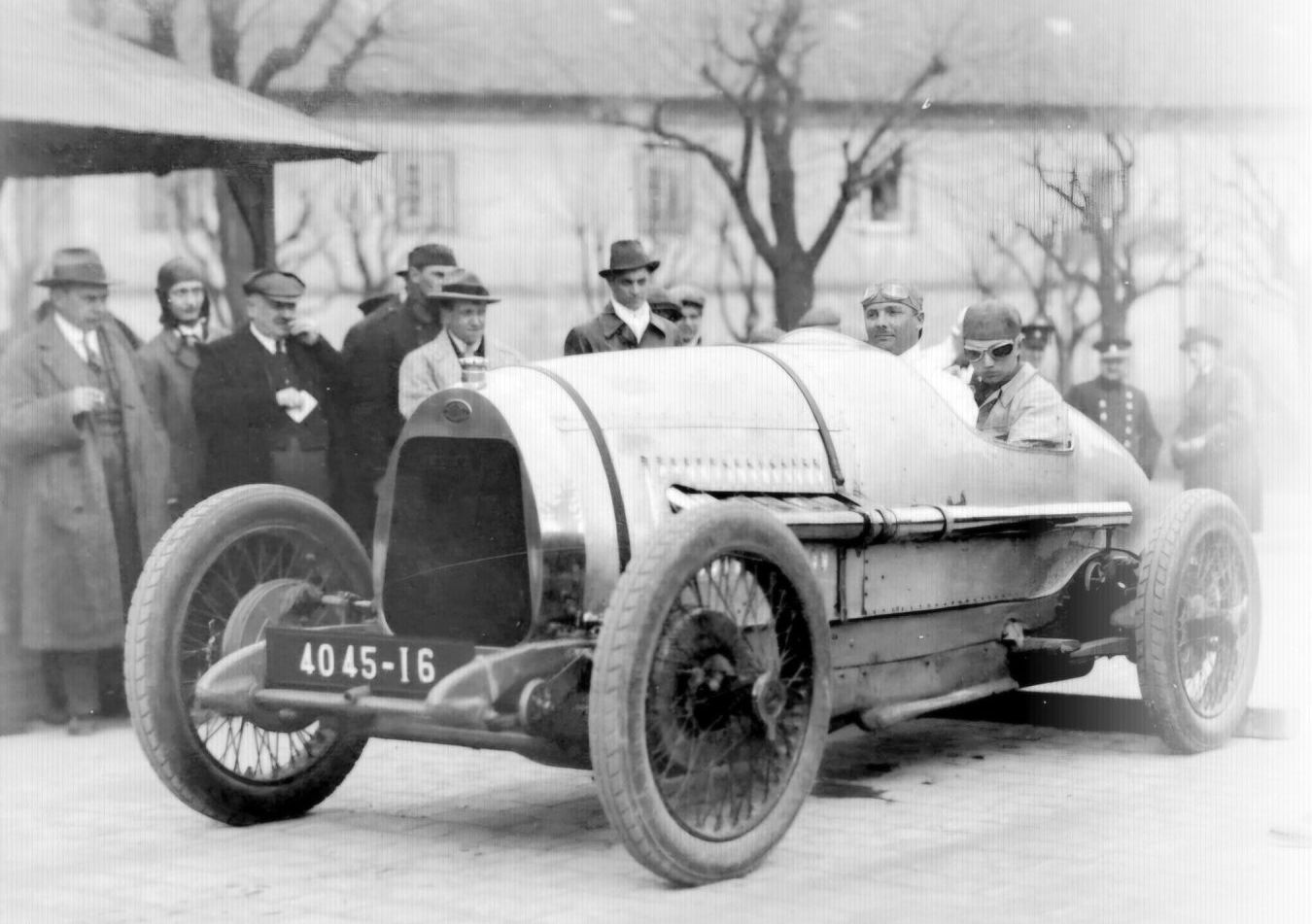
Albert Divo, Gewinner des Bergrennens Zbraslav-Jíloviště (1925)

Auf Basis eines GL GS entstand der Sprint II als Nachfolger des Delage Type DF Sprint I. Charles Planchon hatte den Motor überarbeitet. Er war mit 32 CV eingestuft und leistete 184 PS. Das Fahrgestell hatte vorne 1420 mm und hinten 1380 mm Spurweite. Der Radstand betrug 2800 mm. Die Zulassungsbehörde erteilte die Genehmigung als GL GS Type Aviation. Albert Divo fuhr das Fahrzeug 1925 beim Bergrennen am Mont Ventoux. Robert Benoist setzte es am 25. März 1925 in La Turbie ein. Nur ein Fahrzeug wurde hergestellt. Es wurde 1935 im Phoenix Park zerstört.
| Datum         | Veranstaltung                 | Ort                     | Fahrzeug                                  | Team                       | Ergebnis                                                 |
| ------------- | ----------------------------- | ----------------------- | ----------------------------------------- | -------------------------- | -------------------------------------------------------- |
| 1925          | Grand Prix de la Côte d’Azur  | Cannes                  | Type GL GS „Sprint II“                    | Robert Benoist             | Platz 1                                                  |
| 8. März 1925  | Bergrennen von Argenteuil     | Argenteuil              | Type GL GS „Sprint II“                    | Paul Torchy Albert Divo    | Platz 1 in der Klasse Sport Platz 1 in der Klasse Racing |
| 14. März 1925 | Meeting de Nice La Californie | Nizza                   | Type GL GS „Sprint II“                    | Robert Benoist             | Platz 1                                                  |
| 15. März 1925 | Bergrennen von La Turbie      | La Turbie               | Type GL GS „Sprint II“                    | Robert Benoist             | Platz 1                                                  |
| 21. März 1925 | Semaine de Monaco             | Monaco                  | Type GL GS „Sprint II“                    | Robert Benoist             | Platz 1                                                  |
| 22. März 1925 | Bergrennen am Mont Agel       | Mont Agel               | Type GL GS „Sprint II“                    | Robert Benoist             | Platz 1                                                  |
| 27. März 1925 | Coupe de l’Esterel            | Esterel                 | Type GL GS „Sprint II“                    | Robert Benoist             | Platz 1                                                  |
| 5. Apr. 1925  | Bergrennen von Le Camp        | Marseille               | Type GL GS „Sprint II“                    | Robert Benoist             | Platz 1                                                  |
| 13. Apr. 1925 | Bergrennen Zbraslav–Jíloviště | Zbraslav–Jíloviště      | Type GL GS „Sprint II“                    | Albert Divo                | Platz 1                                                  |
| 26. Apr. 1925 | Bergrennen von Alpilles       | Saint-Rémy-de-Provence  | Type GL GS „Sprint II“                    | Albert Divo                | Platz 1                                                  |
| 21. Mai 1925  | Bergrennen 17 Tournaments     | Chevreuse               | Type GL GS „Sprint II“                    | Albert Divo                | Platz 1                                                  |
| 1. Juni 1925  | Bergrennen von Limonest       | Limonest                | Type GL GS „Sprint II“                    | Robert Benoist             | Platz 1                                                  |
| 14. Juni 1925 | Bergrennen von Planfoy        | Saint-Étienne           | Type GL GS „Sprint II“                    | Albert Divo                | Platz 1                                                  |
| 21. Juni 1925 | Rennen Toul–Nancy             | Dammartin-les-Templiers | Type GL GS „Sprint II“                    | Robert Benoist             | Platz 1                                                  |
| 9. Aug. 1925  | Bergrennen am Mont Ventoux    | Mont Ventoux            | Type GL GS „Sprint II“ Type DF „Sprint I“ | Albert Divo Robert Benoist | Platz 1 Platz 2                                          |
| 21. Feb. 1926 | Bergrennen am Mont Agel       | Mont Agel               | Type GL GS „Sprint II“                    | Robert Benoist             | Platz 1                                                  |
| 9. Mai 1926   | Bergrennen von Rabassada      | Barcelona               | Type GL GS „Sprint II“                    | Robert Benoist             | Platz 2                                                  |

## Stückzahlen und überlebende Fahrzeuge
Peter Jacobs vom Delage Register of Great Britain erstellte im Oktober 2006 eine Übersicht über Produktionszahlen und die Anzahl von Fahrzeugen, die noch existieren. Seine Angaben zu den Bauzeiten weichen in einigen Fällen von den Angaben der Buchautoren ab. Für dieses Modell bestätigt er die Bauzeit von 1924 bis 1926. Von 180 hergestellten Type GL existieren noch sechs und von vermutlich 20 hergestellten Type GL S noch einer.